# Майстерня Петра Фоменка
Московський театр «Майстерня Петра Фоменка» — московський театр, заснований Петром Наумовичем Фоменком у 1993 році. 

## Історія
Московський театр «Майстерня Петра Фоменка» був заснований у липні 1993 року указом мера міста Москва. Однак самі «фоменківці» вважають датою народження «Майстерні» липень 1988 року, коли Петро Фоменко набрав групу студентів у свою навчальну майстерню на режисерському факультеті ГІТІСу. Випускники Майстерні Фоменка 1993 року склали основу молодого театру. На сьогоднішній день в трупі театру три покоління «фоменківців».

## Будівля театру

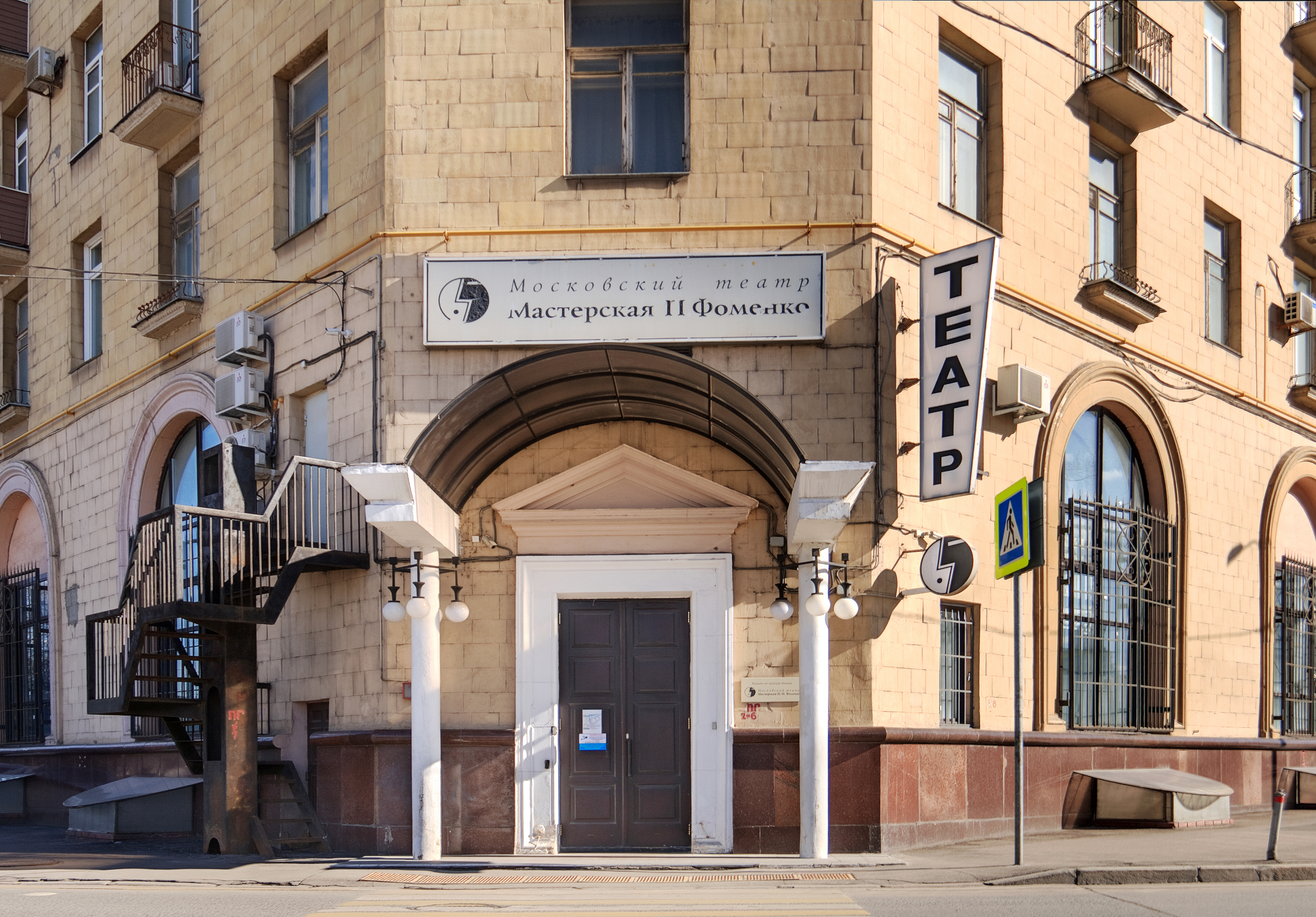

У 1997 постановою уряду Москви, «Майстерні Петра Фоменка» було передано приміщення колишнього кінотеатру «Київ» на Кутузовському проспекті. Це були два маленьких зали, які вміщували не більше 100 глядачів. Запис на деякі вистави йшов на півроку вперед, тому що всіх вмістити не могли. У 2005 році за підтримки уряду Москви і банку ВТБ почалося будівництво нової будівлі театру. До січня 2008 року театр перебрався у нове приміщення на набережній Тараса Шевченка.
Нова багаторівнева будівля театру розміщується на високому схилі Москви-ріки. На даху будівлі знаходиться газон та квітник. Будівля облицьована натуральним каменем з використанням алюмінієвих та сталевих панелей. Внутрішню обстановку театру обладнали за вимогами самого Петра Фоменка. У театрі дві сценічні майданчики і два зали, розраховані на 450 та 150 місць. Великий зал — це класичний театр з ложами, партером і амфітеатром. Трансформована авансцена дозволяє влаштувати оркестрову яму або збільшити її глибину настільки, що дія вистави може розгортатися безпосередньо в залі. У двоярусному приміщенні малого залу встановлено комплекс підйомно-спускових механізмів і трансформовані щити, за допомогою яких можна не тільки змінити габарити і пропорції залу, а й розкрити його в зовнішній простір — на набережну і панораму Москва-Сіті.

## Трупа
- Поліна Агурєєва
- Марія Андрєєва
- Ігор Войнаровський
- Мадлен Джабраїлова
- Галина Кашковська
- Анн-Домінік Кретті
- Наталія Курдюбова
- Ксенія Кутєпова
- Поліна Кутєпова
- Людмила Максакова
- Наталія Мартинова
- Віра Строкова
- Галина Тюніна
- Карен Бадалов
- Павло Баршак
- Іван Верхових
- Анатолій Горячев
- Андрій Казаков
- Олексій Колубков
- Михайло Крилов
- Максим Литовченко
- Ілля Любімов
- Олег Любімов
- Томас Моцкус
- Олег Нірян
- Кирило Пирогов
- Тагір Рахімов
- Юрій Степанов (1967—2010)
- Володимир Топцов
- Микита Тюнін
- Євген Циганов
- Рустем Юскаєв
- Сергій Якубенко

Раніше грали
- Людмила Арініна
- Наталія Вдовіна (Театр «Сатирикон»)
- Ольга Левітіна (Ермітаж)
- Ірина Пегова (МХТ імені А.П. Чехова)
- Еверетт Крістофер Діксон
- Андрій Приходько
- Олег Талісман
- Сергій Тарамаєв
- Андрій Щенников

## Режисери
- Петро Фоменко
- Іван Верхових
- Микола Дручек
- Сергій Женовач
- Євген Калинця
- Євген Каменькович
- Міндаугас Карбаускіс
- Прійт Педаяс
- Іван Поповські
- Андрій Приходько
- Сіґрід Стрьом Рейбо
- Кирило Витоптов
- Віктор Рижаков
- Віра Камишнікова